# Halagali, Mudhol
Halagali là một làng thuộc tehsil Mudhol, huyện Bagalkot, bang Karnataka, Ấn Độ.